# Aéroport Abdul-Rachman-Saleh

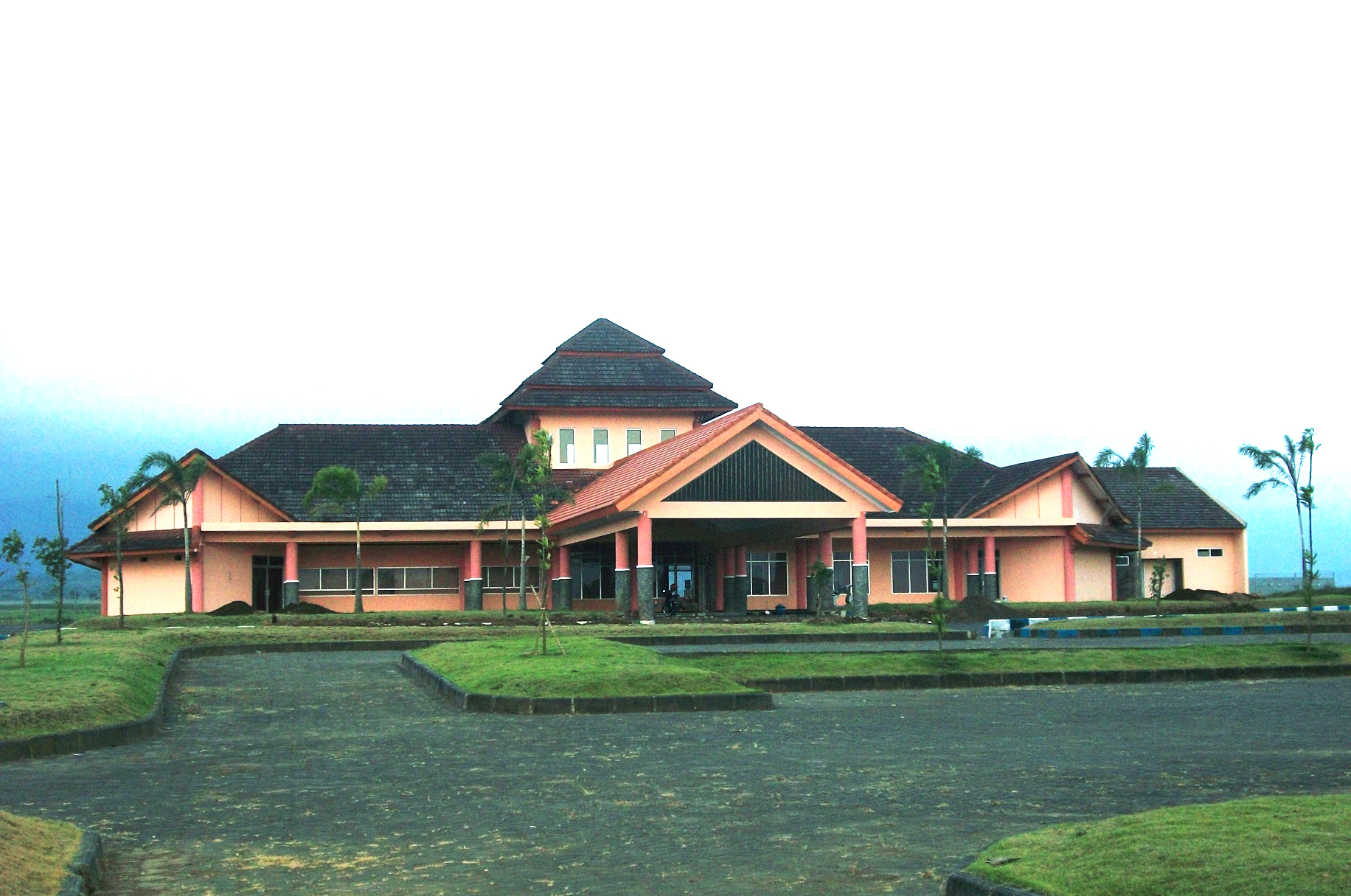
Aéroport Abdul-Rachman-Saleh, Malang, Java oriental, Indonésie : l'ancienne aérogare en 2012.

L'aéroport Abdul-Rachman-Saleh (code IATA : MLG • code OACI : WARA, anciennement WIAS) est un aéroport desservant la ville de Malang, la deuxième plus grande ville de la province de Java oriental en Indonésie. L'aéroport porte le nom d'Abdul Rahman Saleh, un aviateur et physiologiste indonésien dont l'avion fut abattu par les Hollandais à la base aérienne Maguwo (aujourd'hui Aéroport international Adisutjipto), proche de Yogyakarta durant la Révolution nationale indonésienne.
L'aéroport est fermé en Octobre 2009 pour des réparations sur la piste d'atterrissage.
Le nouveau terminal, situé à l'extrémité sud de la piste, est inauguré le 30 décembre 2011, l'ancien terminal est alors récupéré par l'armée de l'air indonésienne. La piste est étendue à 2 300 mètres fin 2012.

## Situation
| Banda Aceh Denpasar Pangkal · Pinang Tanjung · Pandan Djakarta-Soekarno-Hatta Bengkulu Solo Semarang Pangkalan · Bun Palangkaraya Sampit Palu Djakarta-Halim Perdanakusuma Samarinda Malang Surabaya Balikpapan Ende Kupang Komodo Gorontalo Jambi Bandar Lampung Ambon Tarakan Ternate Manado Gunung · Sitoli Medan Wamena Biak Merauke Timika Jayapura Pekanbaru Batam Tanjung · Pinang Bau-Bau Banjarmasin Makassar Palembang Bandung Pontianak Ketapang Bima Lombok Manokwari Sorong Padang Yogyakarta |

## Compagnies aériennes et destinations
| Compagnies       | Destinations                                                       |
| ---------------- | ------------------------------------------------------------------ |
| Batik Air        | Jakarta-Halim-Perdanakusuma                                        |
| Citilink         | Jakarta-Halim-Perdanakusuma, Djakarta-S.-Hatta                     |
| Garuda Indonesia | Djakarta-S.-Hatta                                                  |
| Lion Air         | Djakarta-S.-Hatta                                                  |
| Sriwijaya Air    | Djakarta-S.-Hatta                                                  |
| Wings Air        | Bandung-H.-Sastranegara, Denpasar-Bali, Makassar-Sultan-Hasanuddin |

Édité le 04/02/2018